# 327-я стрелковая дивизия (1-го формирования)
327-я стрелковая дивизия — воинское соединение Вооружённых Сил СССР в Великой Отечественной войне.

## История
Формировалась с августа 1941 года в Воронеже, личный состав дивизии в основном состоял из рабочих предприятий города. 1098-й стрелковый полк почти целиком состоял из воронежских коммунистов и комсомольцев, он так и назывался «Коммунистический», но он был однако во второй половине сентября 1941 года передан на пополнение прибывшей в Воронеж 1-й гвардейской стрелковой дивизии, а также до половины личного состава из других подразделений, весь конский состав и всё вооружение и фактически с октября 1941 года приступила к формированию заново.
7 ноября 1941 открывала шествие на параде войск в Воронеже. На следующий день, 8 ноября, начала погрузку в эшелоны, первоначально вошла в состав 37-й армии для действий в районе Шахты — Ростов-на-Дону, но решением Ставки направлена в Саранск, где должна была войти в состав 26-й резервной армии, однако до места назначения не доехала и из Пензы с 25 ноября 1941 года дивизия начала переброску в Луховицы, где с 1 декабря 1941 года встала на оборону коломенского направления. Однако войска противника не дошли до Коломны и после 11 декабря 1941 года дивизия направлена на Волхов через Москву, Ярославль, Рыбинск, разгружалась начиная с 30 декабря 1941 года на станциях Тальцы, Малая Вишера, Большая Вишера. К началу боёв на Волхове дивизия насчитывала 11 832 человека личного состава.
В действующей армии с 18 декабря 1941 по 19 января 1943 года.
К 7 января 1942 года, вместе с приданным дивизии 44-м лыжным батальоном прибыла на восточный берег Волхова. Дивизии была поставлена задача наступать на рубеже Новые Буреги — Городок и иметь целью прорыв к железной дороге на участке Мостки — Спасская Полисть. Однако дивизия не успела развернуться в боевые порядки и в наступлении 7 января 1942 года участия почти не принимала (к 11:00 только начала смену частей 59-й армии на вверенном рубеже).
С возобновлением наступления через Волхов 13 января 1942 года дивизия пошла в атаку в первом эшелоне, при поддержке 839-го гаубичного полка, имея противником 126-ю пехотную дивизию. 1098-й стрелковый полк наступал от села Городок и к 14:00 сумел форсировать Волхов у Красного Посёлка, но залёг у высокого берега. В бой были введены 1102-й стрелковый полк, который наступал с восточного берега от деревни Дубовицы, завязал бой за деревню Костылево, а 1100-й стрелковый полк занял плацдарм на западном берегу на высоте у деревни Бор. За первый день потери дивизии убитыми были сравнительно невелики, но ранеными дивизия потеряла около тысячи человек. 14 января 1942 года в полосе дивизии была введена в бой 59-я стрелковая бригада. В течение 15-16 января 1942 года дивизия ведёт ожесточённые бои, в результате которых сумела взять деревни Бор, Костылево, Арефино, Красный Посёлок. С 17 января 1942 года дивизия, прикрыв достигнутый рубеж, начала наступление на юг, вдоль Волхова, с целью способствовать 22-й, 24-й и 58-й бригадам в овладении районом Ямно, однако наступление дивизии успеха не имело. С 18 января 1942 года дивизия, вместе с приданным лыжным батальоном вошла в состав оперативной группы Коровникова. Группе была поставлена задача прорвать вторую полосу обороны и 19 января 1942 года выйти на рубеж реки Полисть в 3-4 километрах северо-западнее шоссе Новгород — Чудово, а к исходу 20 января 1942 года выйти к реке Кересть и взять деревни Сенная Кересть и Ольховка.
Однако к 20 января дивизия, после ожесточённых боёв, вместе с 57-й отдельной стрелковой бригадой выбила противника только из села Коломно, севернее занятого плацдарма, при этом всё-таки нанеся противнику довольно существенное поражение — только в виде трофеев захватила 19 орудий, 50 миномётов, 82 пулемёта, 200 автоматов и 4 радиостанции.
С 22 января 1942 года дивизия начала наступление на мощный укреплённый пункт Спасскую Полисть с востока. 1102-й и 1098-й полки начали наступление непосредственно на село, а 1100-й полк — на деревню Коляжка, несколько севернее села, которую в ожесточённом бою на следующий день взял, понеся при этом очень большие потери. Полки, наступавшие на село смогли только выйти на южную и северную окраины Спасской Полисти, но несмотря на многочисленные атаки дивизии, село осталось в руках противника. Атаки села дивизия продолжала до 1 февраля 1942 года, после чего сменена на позициях, и через горловину прорыва передислоцировалась к Мясному Бору. В боях за Спасскую Полисть дивизия потеряла половину личного состава. В первые дни февраля получила 700 человек пополнения. От Мясного Бора дивизия 8 февраля 1942 года двинулась маршем к селу Красная Горка, на подступы к Любани. Первым к селу подошёл 1100-й стрелковый полк, который сразу был включён в ударную группу 13-го кавалерийского корпуса, вместе с 80-й кавдивизией, двумя лыжными батальонами (39-м и 42-м) и ротой танков 7-й гвардейской танковой бригады. 20 февраля 1942 года, кавалерийская дивизия прорвала оборону 254-й пехотной дивизии, взяла Красную Горку, а вслед за ней в прорыв вошёл 1100-й стрелковый полк, который к 25 февраля 1942 года вышел к реке Сычёва. Подошедшие два стрелковых полка, подвергаясь сильным налётам авиации, в прорыв не смогли войти. 27 февраля 1942 года войска противника нанесли удар с целью окружения прорвавшихся к Любани частей, и в бой был введён 1102-й стрелковый полк, но тем не менее вернуть утраченные позиции не удалось, хотя и дальнейшее наступление противника остановилось. На следующий день кольцо окружения у Любани замкнулось. 1100-й полк остался в окружении, а оставшиеся за кольцом части дивизии многократно и безуспешно атаковали Красную Горку. Только в ночь с 8 на 9 марта 1100-й стрелковый полк, уничтожив тяжёлое вооружение, прорвался к своим, сохранив около 600 активных штыков и достаточное количество стрелкового оружия и боеприпасов. 14 марта 1942 года 327-я стрелковая дивизия (уже в полном составе, имея в виду организационно) вновь атакует Красную Горку и отбивает населённый пункт. Вплоть до мая 1942 года дивизия ведёт бои в районе Красной Горки, Апраксина Бора.
В мае-июне 1942 года части дивизии участвовали в операции по выводу из окружения 2-й ударной армии. С 24 мая 1942 года дивизия скрытно отходит во вторую полосу обороны, в район севернее Вдицко, где дивизия должна была занять оборону и обеспечить отход войск 2-й ударной армии от достигнутых рубежей. По плану выхода войск армии из окружения, дивизия должна была пропустить войска отходившие от первого рубежа обороны, и после планируемого прорыва кольца окружения и выхода главных сил из окружения, последней отойти на третий рубеж обороны в район Глухой Керести. Дивизии удалось скрытно покинуть Красную Горку. Но уже 22 мая 1942 года у Червинской Луки 1102-й стрелковый полк был вынужден отражать атаки противника, с 24 по 27 мая 1942 года дивизия отбивает атаки 291-й пехотной дивизии, но к 28 мая 1942 года дивизия была вынуждена отойти и занять полосу обороны на третьем рубеже у деревни Финёв Луг, у станции Рогавка на железной дороге Новгород — Батецкая — Ленинград и у Панковского посёлка. Дивизия испытывала, как и все дивизии армии, недостаток во всех видах снабжения, но особенно в боеприпасах. На 1 июня 1942 года в дивизии насчитывалось 587 офицеров, 642 старшин и сержантов и 2136 рядовых. К 2 июня 1942 года завязались бои за Финев Луг и обессиленный 1102-й стрелковый полк к 7 июня 1942 года. Одновременно, после того как части 254-й пехотной дивизии прорвали оборону соседней 92-й стрелковой дивизии, они атаковали 1098-й стрелковый полк, а слева на 1100-й стрелковый полк пошли части 258-й охранной дивизии. Таким образом, 327-я стрелковая дивизия, в полках которой оставалось по 200—300 человек, сдерживала удар главной группировки противника. После ожесточённейших боёв 7 июня 1942 года в каждом полку дивизии насчитывалось не более роты, и командиром 8 июня 1942 года был отдан приказ об отходе к Новой Керести, уничтожив тяжёлое вооружение. Как вспоминал после войны командир дивизии: «Впрочем, у нас уже не было ни снарядов, ни мин, ни капли горючего. Орудия и миномёты частью были подорваны, а частью потоплены в болотах. Автомашины сжигали». 9 июня 1942 года остатки дивизии заняли оборону у Глухой Керести вдоль реки Трубица и насыпи железной дороги. 11 июня 1942 года они вновь отбивают атаку противника. 12 июня 1942 года упрямая дивизия подверглась артиллерийскому обстрелу, который длился 10 часов, но и после этого дивизия, в которой осталось около 300 человек, отбила атаку. 14 июня 1942 года неприятель, вновь опрокинув части 92-й стрелковой дивизии захватил Финев Луг и вышел в тыл дивизии, после чего она в течение суток отступает на 10 километров к Новой Керести. Вечером 14 июня 1942 года дивизия перешла через мост на восточный берег реки Керести и заняла оборону, имея в наличии всего два противотанковых орудия с четырьмя снарядами на каждое. 17-18 июня 1942 года дивизия вновь обрабатывалась артиллерией и 19 июня 1942 года подверглась новой атаке, которая была отбита, но дивизия отошла к реке Глушица, а прикрывать отход на Керести остался сводный отряд, который также прикрывал штаб 2-й ударной армии и армейский госпиталь. Остатки дивизии заняли позиции за Глушицей и 24 июня 1942 года там погибли все остававшиеся к тому времени воины 1098-го и 1100-го стрелковых полков, в 1102-м стрелковом полку оставалось около двух взводов бойцов, учитывая присоединившихся к дивизии солдат из других частей, в 894-м артиллерийском полку в строю были 15 человек. В ночь на 25 июня 1942 года остатки дивизии прорывались к своим и до конца месяца из окружения вышло 104 человека — это было всё, что осталось от всей дивизии.
С 15 июля 1942 года дивизия восстанавливается за счёт личного состава других частей фронта (например 267-й стрелковой дивизии) и пополнений. Дивизия послужила основой для воссоздания 2-й ударной армии.
В августе 1942 года дивизия вошла в состав 8-й армии. В ходе Синявинской операции успешно наступает на левом фланге 8-й армии при поддержке 107-го отдельного танкового батальона. Обходным манёвром, взаимодействуя с 286-й стрелковой дивизией овладевает крупным опорным пунктом Вороново, выбив из него части 223-й пехотной дивизии и немедленно продолжает наступление на Эстонские посёлки. Такое быстрое взятие Вороново было весьма неожиданным даже для командования армии. Впрочем, впоследствии, после того, как в начале октября 1942 года дивизия была переброшена на оборону Гайтолово, где она 10 октября 1942 года сменила 73-ю морскую стрелковую бригаду, Вороново вновь было взято противником.
22 октября 1942 года сосредоточилась в районе деревень Малая и Большая Влоя и вновь вошла в состав 2-й ударной армии. Дивизия приступила к подготовке к операции «Искра». Для того силами дивизии был построен точный макет тех укреплений, которые предстояло штурмовать дивизии
12 января 1943 года дивизия, которой был придан 32-й отдельный гвардейский тяжёлый танковый полк и 507-й отдельный танковый батальон, при обеспечении разминирования и разграждения 39-й инженерной бригадой специального назначения, при поддержке 360 орудий и миномётов на 1 километр фронта, перешла в наступление в первом эшелоне на левом фланге 2-й ударной армии, с рубежа несколько севернее Гонтовой Липки в направлении на Синявино. В ожесточённых боях, вновь одной из немногих частей армии, добивается быстрого успеха. В первые же часы боя части дивизии завязали бой за сильный узел вражеского сопротивления — рощу Круглая. Дивизия прорвала первую полосу обороны 227-й пехотной дивизии, а к вечеру сумела полностью выбить противника из рощи Круглая. За день дивизия разбила 366-й пехотный полк, уничтожила 70 долговременных сооружений, 2 танка, захватила 16 орудий, 15 пулемётов, 4 радиостанции, больше 1000 снарядов и много других трофеев.
19 января 1943 года преобразована в 64-ю гвардейскую стрелковую дивизию.

## Подчинение
| Дата            | Фронт (округ)                                              | Армия             | Корпус | Примечания |
| --------------- | ---------------------------------------------------------- | ----------------- | ------ | ---------- |
| 01.09.1941 года | Орловский военный округ                                    | -                 | -      | -          |
| 01.10.1941 года | Орловский военный округ                                    | -                 | -      | -          |
| 01.11.1941 года | Резерв Ставки ВГК                                          | 26-я армия        | -      | -          |
| 01.12.1941 года | Резерв Ставки ВГК                                          | 26-я армия        | -      | -          |
| 01.01.1942 года | Волховский фронт                                           | 2-я ударная армия | -      | -          |
| 01.02.1942 года | Волховский фронт                                           | 2-я ударная армия | -      | -          |
| 01.03.1942 года | Волховский фронт                                           | 2-я ударная армия | -      | -          |
| 01.04.1942 года | Волховский фронт                                           | 2-я ударная армия | -      | -          |
| 01.05.1942 года | Ленинградский фронт (Группа войск Волховского направления) | 2-я ударная армия | -      | -          |
| 01.06.1942 года | Ленинградский фронт (Волховская группа войск)              | 2-я ударная армия | -      | -          |
| 01.07.1942 года | Волховский фронт                                           | 2-я ударная армия | -      | -          |
| 01.08.1942 года | Волховский фронт                                           | 2-я ударная армия | -      | -          |
| 01.09.1942 года | Волховский фронт                                           | 8-я армия         | -      | -          |
| 01.10.1942 года | Волховский фронт                                           | 8-я армия         | -      | -          |
| 01.11.1942 года | Волховский фронт                                           | 2-я ударная армия | -      | -          |
| 01.12.1942 года | Волховский фронт                                           | 2-я ударная армия | -      | -          |
| 01.01.1943 года | Волховский фронт                                           | 2-я ударная армия | -      | -          |

## Состав
- 1098-й стрелковый полк
- 1100-й стрелковый полк
- 1102-й стрелковый полк
- 894-й артиллерийский полк
- 379-й отдельный истребительно-противотанковый дивизион
- 376-я зенитная батарея
- 393-я разведрота
- 611-й отдельный сапёрный батальон
- 782-й отдельный батальон связи
- 416-й медико-санитарный батальон
- 409-я отдельная рота химической защиты
- 396-я автотранспортная рота
- 185-я полевая хлебопекарня
- 754-й дивизионный ветеринарный лазарет
- 1410-я полевая почтовая станция
- 968-я полевая касса Госбанка (до 15.07.1942 772-я)

## Командиры
- Федченко, Сергей Корнеевич, полковник, комиссар дивизии ранен в феврале 1942 года;
- Антюфеев, Иван Михайлович (01.09.1941 — 24.05.1942), полковник, с 21.05.1942 генерал-майор (пленён);
- Жильцов, Фаддей Михайлович (25.05.1942 — 15.07.1942), полковник (исполнял обязанности, пленён 04.07.1942);
- Поляков, Николай Антонович (16.07.1942 — 19.01.1943), подполковник, с 25.07.1942 полковник.